# IS-A Salamandra
WWS-1 Salamandra, następnie IS-A Salamandra – polski szybowiec szkolno-treningowy z okresu międzywojennego, następnie w zrekonstruowanej w Instytucie Szybownictwa wersji IS-A Salamandra, pierwszy powojenny szybowiec, masowo używany w aeroklubach do szkolenia pilotów.

## Historia

### Okres międzywojenny

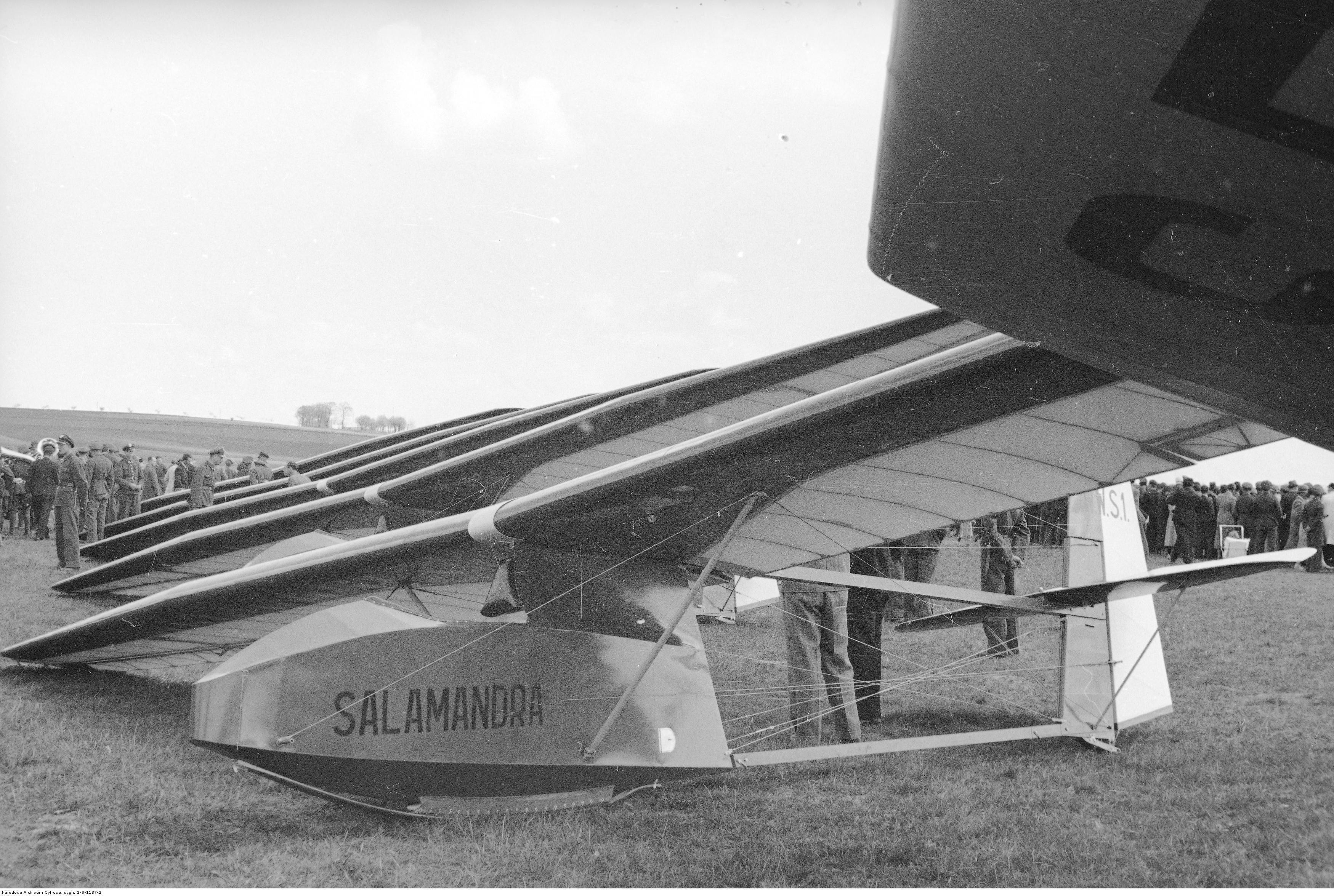
Szybowce WWS-1 Salamandra Aeroklubu Krakowskiego, 1937 r.

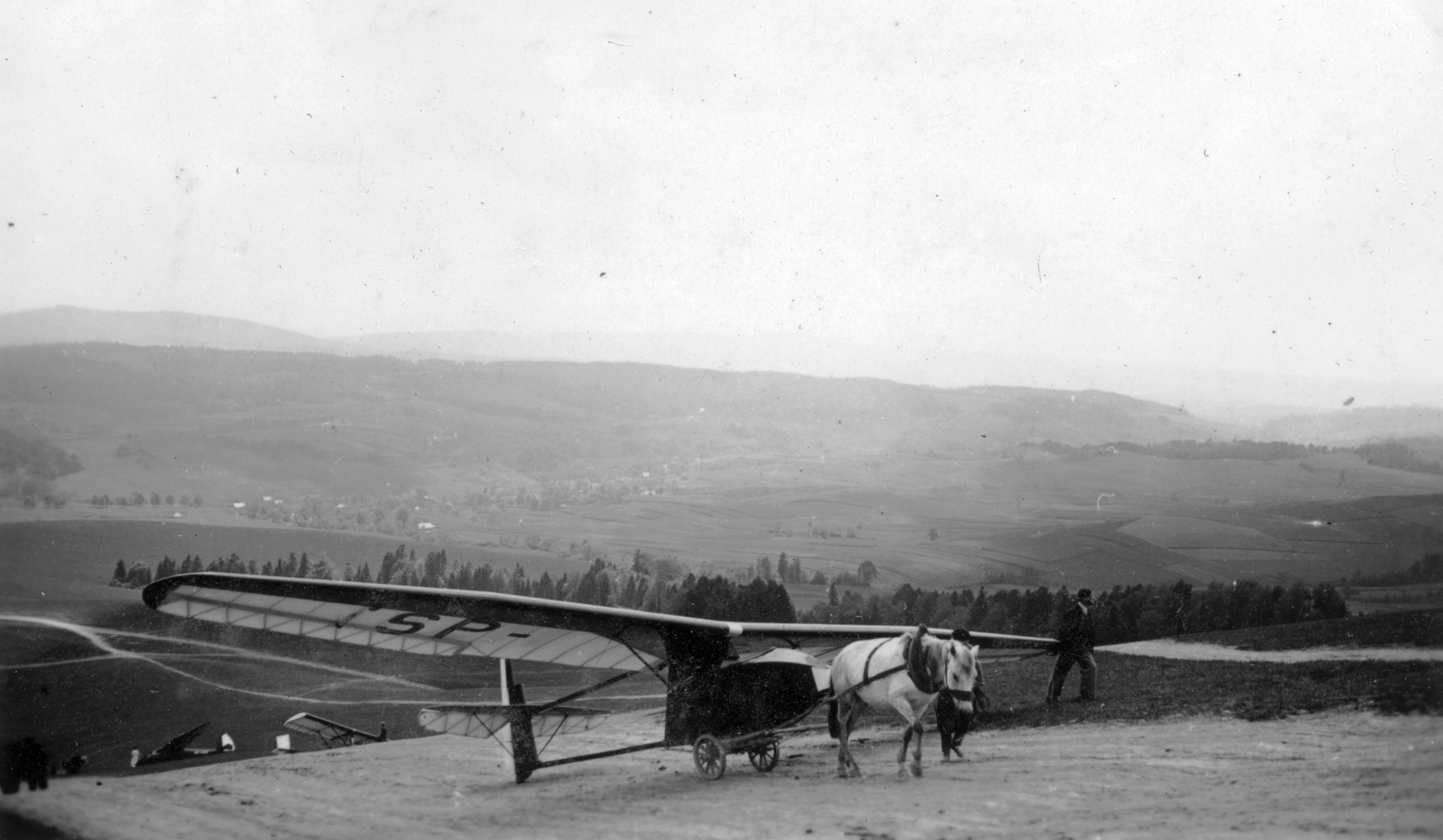
WWS-1 Salamandra w Bezmiechowej przed wojną

W 1936 roku inżynier Wacław Czerwiński odszedł z Warsztatów Szybowcowych ZASPL i rozpoczął pracę w Wojskowych Warsztatach Szybowcowych w Krakowie, gdzie zaprojektował jednomiejscowy szybowiec przejściowy Salamandra, służący do treningu pilotów przesiadających się ze szkolnych konstrukcji Wrona i CWJ na treningową Komar.
Prototyp został oblatany latem 1936 roku i po lotach testowych został skierowany do produkcji. Szybowiec był oceniany jako udana konstrukcja przejściowa, dająca możliwość wykonywania długotrwałych lotów termicznych i żaglowych, nawet w warunkach słabych noszeń.
Salamandra produkowana była seryjnie od 1937 roku w Wojskowych Warsztatach Szybowcowych (WWS) w Krakowie, Lwowskich Warsztatach Lotniczych oraz od 1938 roku w Śląskich Warsztatach Szybowcowych. Łącznie zbudowano około 150 sztuk tego szybowca, pierwsze z nich trafiły wiosną 1937 roku do Wojskowego Obozu Szybowcowego w Ustjanowej oraz do szkoły szybowcowej w Bezmiechowej. W 1938 roku kolejne egzemplarze zakupiono do szkół szybowcowych w Pińczowie, Tęgoborzu i Sokolej Górze. Salamandra była podstawowym szybowcem przejściowym do wybuchu II wojny światowej. Pilot Burak w dniu 22 sierpnia 1938 roku, po starcie z lotniska w Brasławiu, wykonał na Salamandrze lot trwający 11 godzin i 15 minut.
Salamandrę eksportowano do Jugosławii, Finlandii, Francji i Estonii. W Jugosławii podjęto również produkcję na licencji. Większość szybowców wykorzystywanych w polskich szkołach szybowcowych uległa zniszczeniu we wrześniu 1939 roku. Te, które ocalały, zostały przejęte przez Niemców i Sowietów. We Lwowskich Warsztatach Lotniczych Sowieci ukończyli budowę 10 szybowców i wykorzystywali je do szkolenia, natomiast szybowce zdobyte przez Niemców zostały przekazane lotnictwu Chorwacji. Podczas wojny produkowano je również od 1943 roku w Rumunii. Na egzemplarzu wyprodukowanym w Sânpetru pilot G. Braescu wykonał lot trwający ok. 23. godziny. Egzemplarz wykorzystywany w Finlandii został przekazany do muzeum lotnictwa w Vantaa w 1962 roku.

### Okres powojenny
Wojnę i okupację przetrwał ukryty w Goleszowie jeden egzemplarz szybowca o znakach rejestracyjnych SP-139, który po wyzwoleniu odremontowano i używano do szkolenia pilotów. Na podstawie ocalałego egzemplarza zespół inżynierów z Instytutu Szybownictwa (IS), Józef Niespał, Rudolf Matz i Marian Gracz, odtworzył dokumentację techniczną Salamandry, przystosowując projekt do masowej produkcji, którą podjęto w warsztatach IS w Bielsku-Białej. Pierwszy egzemplarz seryjny o znakach rejestracyjnych SP-320 został oblatany 12 października 1946 roku.
Następne cztery egzemplarze, o znakach rejestracyjnych SP-321 do SP-324, ukończono w marcu 1947 roku. W 1948 roku opracowano ulepszoną wersję pierwotnego projektu oznaczoną jako Salamandra 48, produkowaną w Jeżowie. Seria liczyła 75 egzemplarzy, pierwszy szybowiec o oznaczeniach SP-580 został oblatany 17 kwietnia 1948 roku przez oblatywacza Kosabackiego. Rok później konstrukcję poddano kolejnym modyfikacjom wzmacniając ją oraz dodając płytowe hamulce aerodynamiczne. W ten sposób powstała wersja Salamandra 49. 50 egzemplarzy szybowca zbudowano w Jeżowie, 44 egzemplarze powstały w WSK Okęcie i Mielec. Oblot pierwszego egzemplarza tego rozwinięcia, noszący znaki rejestracyjne SP-825, nastąpił 8 czerwca 1948 roku.
Szybowiec stale unowocześniano, aby zapobiec niestateczności podłużnej, w jaką wpadał szybowiec po puszczeniu drążka. Kilka wypadków podczas startów za wyciągarką spowodowała, że szybowiec został skierowany na badania w Instytucie Lotnictwa. Na podstawie badań zwiększono usterzenie poziome i dwukrotnie powiększono usterzenie pionowe. Kabinę osłonięto wiatrochronem, dodano metalową misę w oparciu pilota mieszczącą jego spadochron, zmieniono konstrukcję płozy ogonowej. Tak zmodyfikowany szybowiec został oznaczony jako Salamandra 53. Niestety, zwiększeniu uległa masa szybowca, a środek ciężkości został przesunięty do tyłu. Po wstępnej eksploatacji podjęto decyzję aby szybowce wersji 48 i 49 doprowadzić do standardu zgodnego z 53.

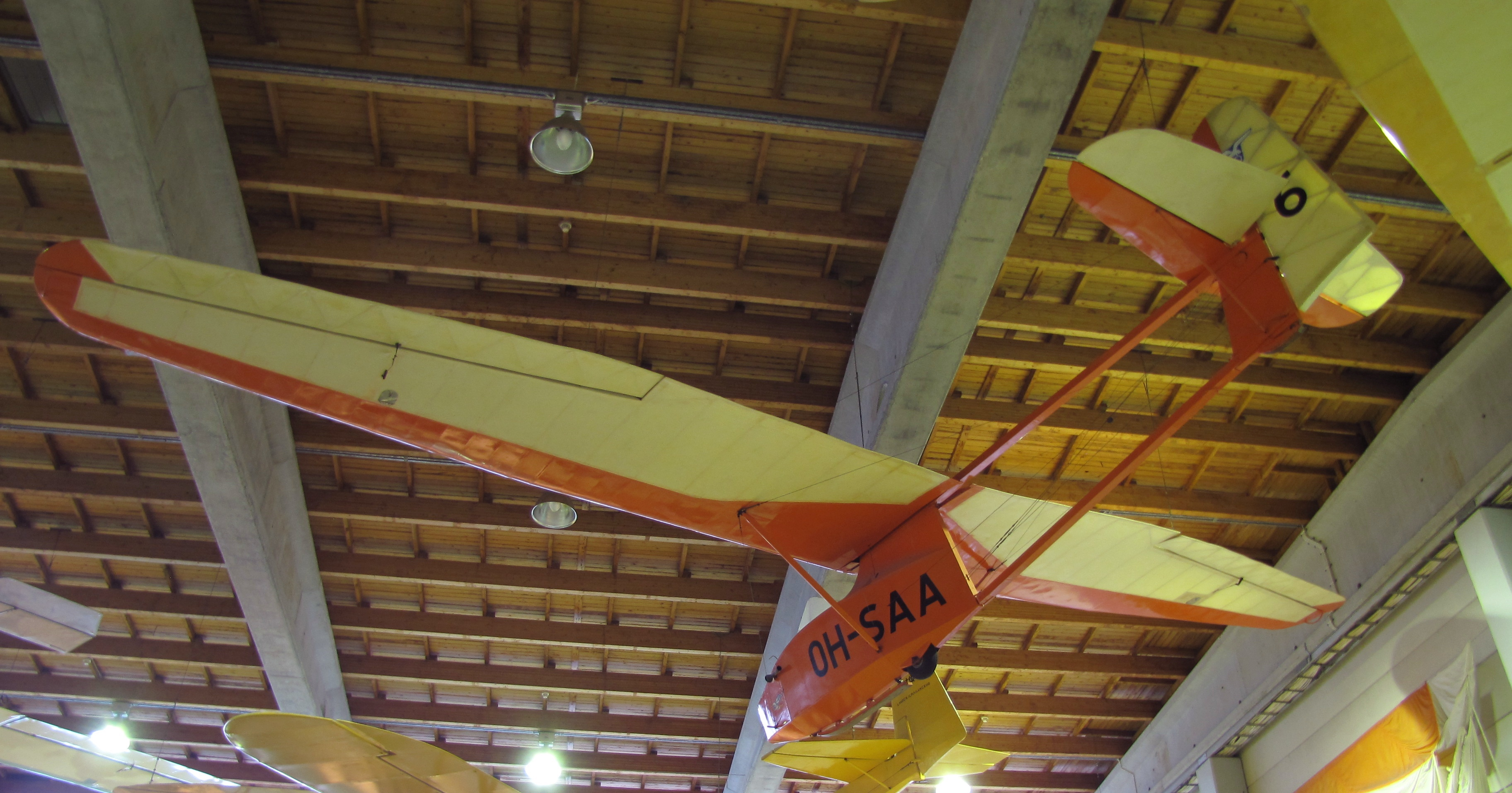
Salamandra w fińskim muzeum lotnictwa

Efektem tych zmian była niestateczność szybowca przy locie z różnymi kątami natarcia. Obliczenia aerodynamiczne, jakie wykonał inżynier Tadeusz Kostia, wykazały konieczność przesunięcia do przodu kadłuba względem skrzydeł o 15 cm. Zmieniono proporcje kadłuba poprzez skrócenie długości belek kadłuba i wydłużenie kabinki. Na przedniej wrędze kadłuba dodano miejsce na montaż ciężarków wyważających. Tak poprawiona wersja została oznaczona jako Salamandra 53A. Wersję tę eksportowano do Chin, gdzie podjęto jej produkcję i poddano ją kolejnej modyfikacji, tworząc szybowiec dwumiejscowy z miejscami w układzie tandem. Salamandra produkowana była w latach 1947-1957, wybudowano 264 egzemplarze, które służyły w aeroklubach do początku lat 60.
Ostatni lot na szybowcu wykonano w Polsce w 1962 roku. W produkcję zaangażowane był zakłady WSK Okęcie i Mielec.
Na Salamandrze wzorowały się również konstrukcje zagraniczne: jugosłowiańskie Soštarić / UTVA „Čavka” i Soštarić „Roda”, węgierski K-02b „Szellö” i fińskie Sisilisko i PIK-5C. W 1948 roku w Kanadzie, inżynier Wacław Czerwiński zrekonstruował Salamandrę zmieniając jej nazwę na DH Sparrow, budując w 1956 roku zmodernizowaną odmianę pod oznaczeniem Robin. Na podstawie egzemplarza wyeksportowanego do Francji został opracowany w 1945 roku szybowiec SA.103 „Emouchet” a następnie SA.104 „Emouchet”. Od 1957 roku Salamandra była też budowana na licencji w Chinach, opracowano tam również wersję dwumiejscową. Łączna produkcja powojenna Salamandry oceniana jest na 500 egzemplarzy.
W Muzeum Lotnictwa Polskiego w Krakowie jest eksponowany jeden zachowany szybowiec IS-A Salamandra. Jest to trzeci egzemplarz pierwszej serii produkcyjnej wyprodukowany w 1946 roku w Bielsku-Białej, który był eksploatowany do 1955 roku. Został przekazany do Narodowego Muzeum Techniki w Warszawie skąd w 1963 roku trafił do Krakowa. W 2022 roku został odrestaurowany i ponownie trafił na ekspozycję.
W latach 2003–2009 w Zakładzie Szybowcowym „Jeżów” zbudowano i oblatano replikę Salamandry.
W 2015 roku w Aeroklubie Gliwickim, na podstawie oryginalnej dokumentacji, zbudowano pod kierunkiem Witolda Nowaka, a w 2017 roku dopuszczono do lotów i oblatano jeden latający egzemplarz Salamandry.

## Konstrukcja
Jednomiejscowy szybowiec szkolno-treningowy w układzie zastrzałowego górnopłata o konstrukcji drewnianej.
Płat o obrysie prostokątno-trapezowym, jednodźwigarowy, podparty zastrzałami z rury stalowej, połączony z kadłubem jedną parą okuć w części grzbietowej. Do dźwigara kryty sklejką, dalej płótnem . Wyposażone w bezszczelinowe lotki, na końcach zamocowano kabłąki wykonane z rurek stalowych, którymi skrzydło opiera się o ziemię. W wersjach produkowanych po 1949 roku wyposażony w hamulce aerodynamiczne.
Kadłub belkowy usztywniony linkami. Kabinka pilota odkryta, wykonana ze sklejki. Do niej zamocowane były dwie belki ogonowe konstrukcji skrzynkowej zakończone statecznikiem pionowym. Przód kadłuba zrobiono z blachy duralowej przykręcanej do wręgi oraz listew. Pod blachą umieszczony jest zaczep przedni, zaś w okolicy wręgi trzeciej z lewej strony kadłuba od dołu zaczep dolny. W szybowcach powojennych montowano tablicę przyrządów wyposażoną w prędkościomierz, wysokościomierz i wariometr.
Stateczniki kryte sklejką, stery płótnem. Statecznik poziomy podparty zastrzałami z rurki stalowej.
Podwozie drewniane, płozowe, płoza przednia amortyzowana dętką, tylna amortyzowana klockiem gumowym.